# Qawra
Qawra (de 'q' wordt uitgesproken als een glottisslag) is een plaats in Malta in de gemeente San Pawl il-Baħar (St. Paul's Bay) in het noordoosten van het eiland Malta. De plaats ligt zo'n 15 km van Valletta, op een landtong aan zee tegen Buġibba aan. Het voormalige vissersdorpje Qawra is sinds de jaren 60 uitgegroeid tot een populair verblijfsoord voor toeristen met veel hotels, alhoewel er geen zandstrand is. Qawra en Buġibba hebben samen een vrij groot busstation met verbindingen naar Valletta maar ook naar het westen van het eiland. Op de landtong wordt slechts in één richting gereden met de klok mee. 
Qawra ligt zowel aan de baai van St. Paul als aan Salina Bay, waar zout wordt gewonnen op zoutpannen.
In Qawra bevindt zich een prehistorische dolmen. Verder staat er een wachttoren, Fra Ben of Qawra tower, die in de zeventiende eeuw gebouwd werd door de ridders van de Maltezer Orde.

## Geboren in Qawra
- Claudia Faniello (1988), zangeres

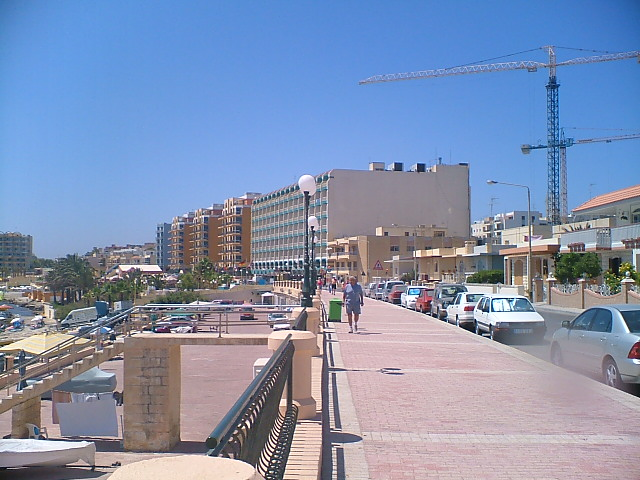
Gezicht op de plaats
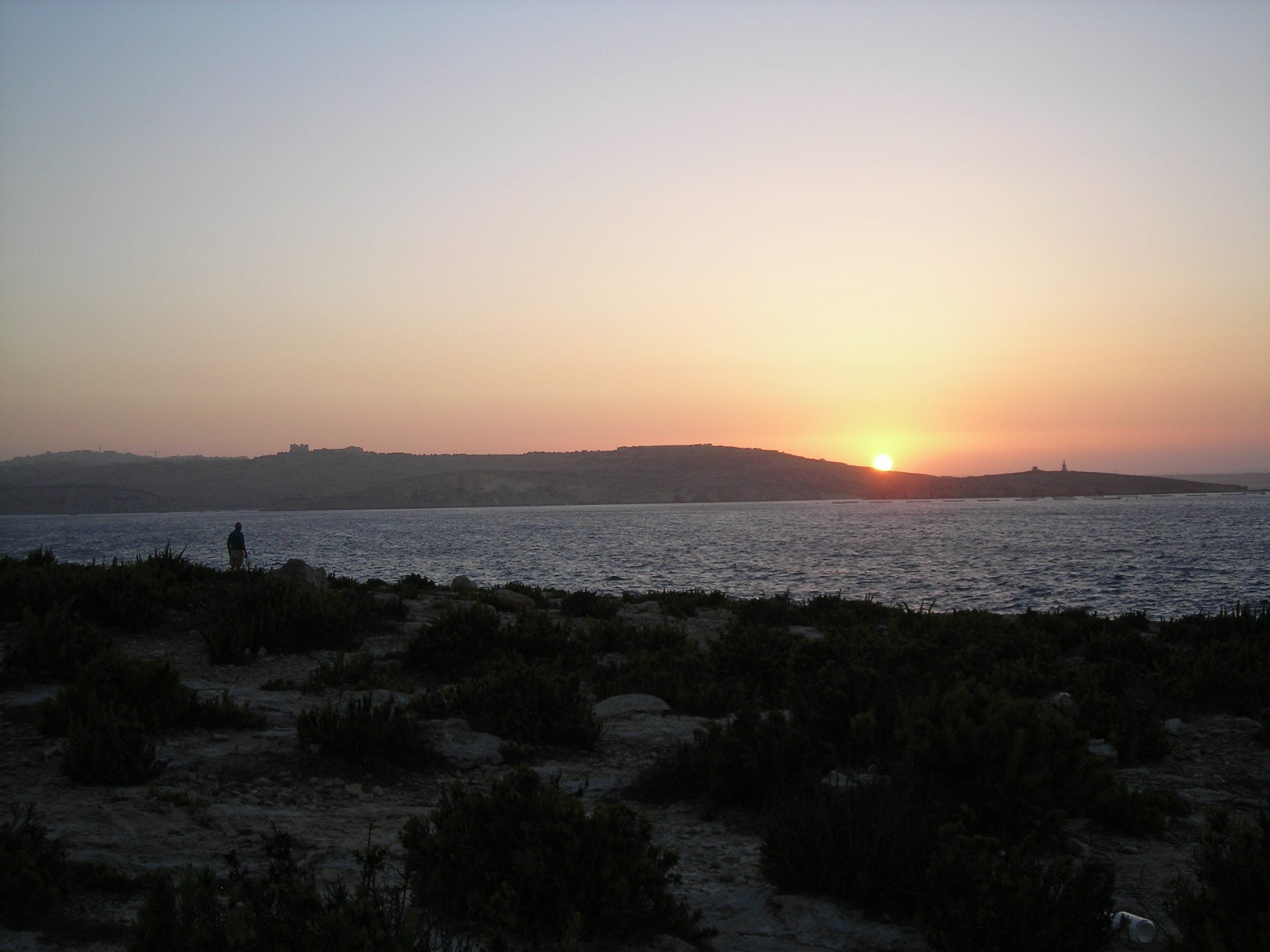
Zonsondergang boven St. Paul's Bay vanaf het rotsstrand van Qawra